# Vänersborg (gemeente)
Vänersborg is een Zweedse gemeente in de provincie Västra Götalands län. Ze heeft een totale oppervlakte van 904,3 km² en telde 37.105 inwoners in 2004.

## Plaatsen
- Vänersborg (stad)
- Vargön
- Brålanda
- Frändefors
- Nordkroken
- Djupedalen
- Vänersnäs
- Forsane
- Väne-Ryr
- Grunnebo
- Holstorp
- Stigsberget
- Floget
- Båberg
- Kristinelund
- Katrinedal

Åmål · Bengtsfors · Dals-Ed · Färgelanda · Mellerud · Säffle · Vänersborg